# Liana Pasquali
Liana Pasquali (n. 10 octombrie 1915, Fiume, Austro-Ungaria – d. 10 iunie 2010, Cagliari, Sardinia, Italia) a fost o harpistă italiano-română, soția scriitorului maghiar László Lőrinczi.

## Carieră
A studiat la Conservatorul Santa Cecilia din Roma, apoi și-a continuat studiile la Paris, unde a fost singurul student străin al lui Marcel Tournie, un celebru profesor de harpă. A debutat la Paris, apoi s-a mutat la Cluj în 1947, unde a cântat la opera română și a predat la Conservatorul de muzică. Din 1955 a locuit la București. La invitația lui Egizio Massini, a devenit harpistă la Opera Română din București, dar în același timp a predat la Conservatorul din București. La vârful carierei sale, a evoluat la Salzburg în 1956, unde a cântat piese de Mozart și Debussy sub conducerea  dirijorului Igor Markevici. În România ca solistă a colaborat cu dirijori celebri precum George Georgescu, Constantin Silvestri, Alfred Alessandrescu, Theodor Rogalski, Mircea Basarab, Mihai Brediceanu și Iosif Conta. A avut studenți renumiți ca Ion Ivan Roncea (câștigătorul premiului I la cel de-al VI-lea concurs internațional israelian de harpă, 1976), Elena Ganțolea și Tatiana Bunea.
A realizat mai multe transcripții pentru harpă (de exemplu, operele lui Johann Sebastian Bach și dansurile maghiare ale lui Ferenc Farkas).
A fost căsătorită cu poetul, jurnalistul și traducătorul maghiaro-român László Lőrinczi (1919-2011), cu care a avut o fiică pe nume Marinella Lőrinczi, care a predat mai târziu la Universitatea din Cagliari.